# Corcovado
O Corcovado é um dos morros da cidade do Rio de Janeiro, célebre no Brasil e no mundo pela sua estátua do Cristo Redentor de 38 metros de altura.
O Cristo Redentor é um dos principais símbolos do país e oferece uma privilegiada vista panorâmica da cidade do Rio de Janeiro. Em 2003 foram concluídas as obras de instalação de elevadores e escadas rolantes no local. Antes, era preciso vencer 220 degraus para desfrutar da paisagem. No dia 7 de julho de 2007, a estátua do Cristo Redentor foi eleita em uma votação uma das novas sete maravilhas do mundo. A votação teve o patrocínio da ONU, porém, sem ter um caráter oficial.
O morro do Corcovado possui 710 metros de altura e encontra-se no Parque Nacional da Tijuca. O Corcovado situa-se ao oeste do centro da cidade, mas mesmo assim pode ser observado desde longas distâncias.

## Toponímia
O seu cume, onde se destaca a estátua do Cristo Redentor, pode ser avistado desde muito longe tanto da Baixada Fluminense ou até da Região Serrana Fluminense, como por navegantes vindos do mar aberto como do fundo da Baía da Guanabara.
O primeiro nome do Corcovado dado pelos portugueses, ainda no século XVI, mais precisamente pelo navegador italiano, Américo Vespúcio, era Pináculo, da Tentação, em alusão à passagem bíblica da Tentação Final de Cristo, onde o diabo leva Jesus para um lugar "muito alto", que o apóstolo Mateus (evangelista) explicitamente identifica como sendo um "monte muito alto", de onde "todos os reinos do mundo" podiam ser vistos e o diabo oferecia riquezas a Cristo. Fatos relatados nos evangelhos sinóticos (Mateus 4:1–11, Marcos 1:12,13 e Lucas 4:1–13)
Entretanto, no século seguinte, o morro recebeu o nome de Corcovado em virtude ao seu formato curvo do morro, que lembra uma "corcunda" ou corcova. Nome este popularizado até os dias atuais. A palavra vem do Latim CONCURVARE, de COM-, “junto”, mais CURVARE, “dobrar, curvar, fazer uma saliência arredondada”; portanto, corcovado é “aquele que tem corcova”.

## Acesso

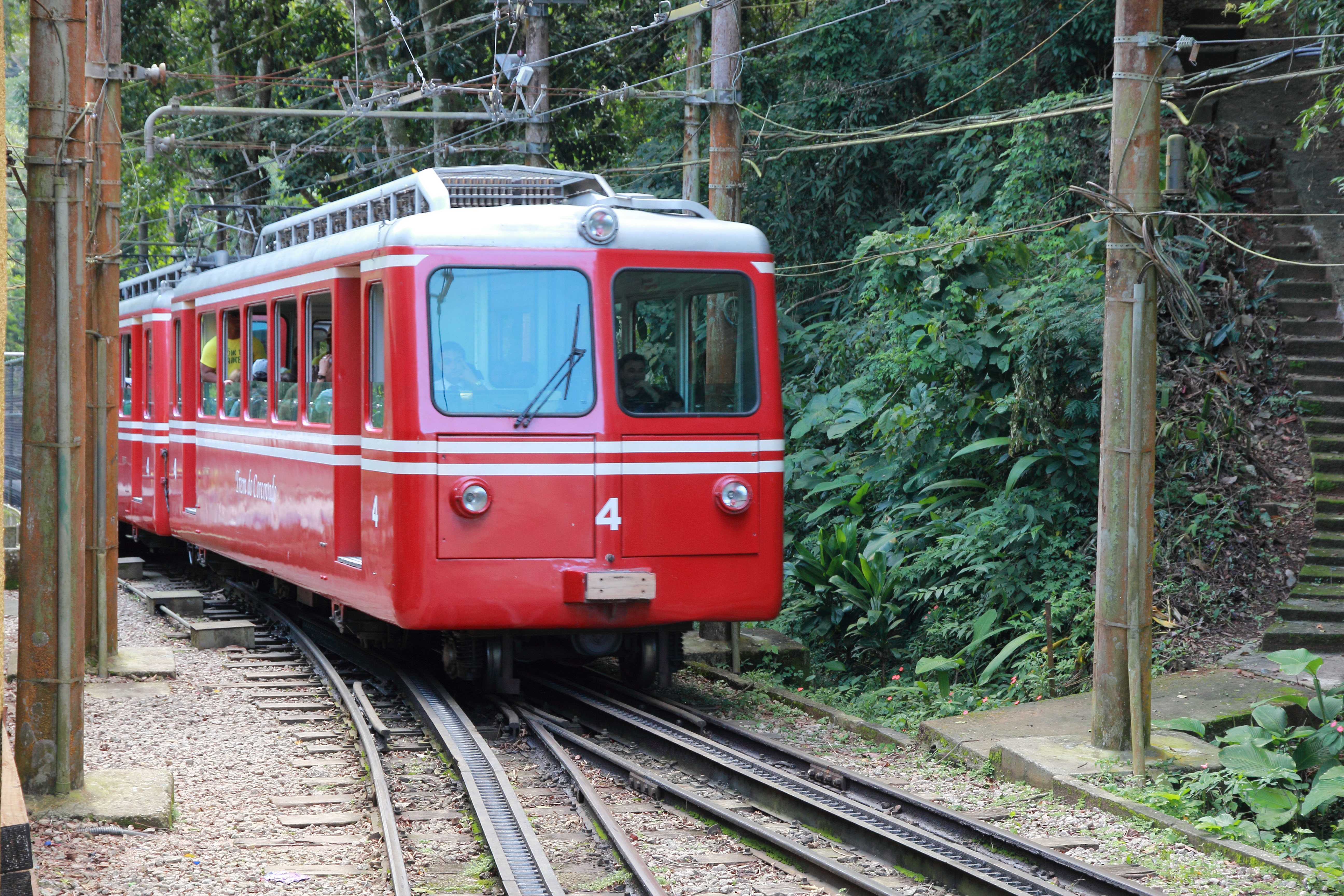
Trem do Corcovado

O Trem do Corcovado é uma linha férrea que começa no bairro do Cosme Velho e segue até o cume do morro do Corcovado, a uma altitude de 710 m. A linha foi inaugurada pelo imperador Dom Pedro II em 9 de outubro de 1884. É, portanto, mais antigo que o monumento do Cristo Redentor, que foi aberto a visitação em 1931. De fato, as peças para a montagem da estátua do Cristo foram transportadas pelo próprio trem ao longo de quatro anos.
A linha possui 3,824 m de extensão e conta com sistema de cremalheira aderência para auxiliar a tração. O sistema utiliza bitola métrica e o raio mínimo de curva é 100 metros. A ferrovia do Corcovado utiliza tração elétrica, sendo uma das poucas que ainda utilizam um sistema elétrico trifásico, possuindo assim dois cabos aéreos para alimentação dos 4 trens, cada qual com dois vagões. O trajeto é completado em cerca de 20 minutos, sendo que um trem parte a cada meia hora, o que dá ao sistema uma capacidade de transporte de 345 passageiros por hora.

## Geologia

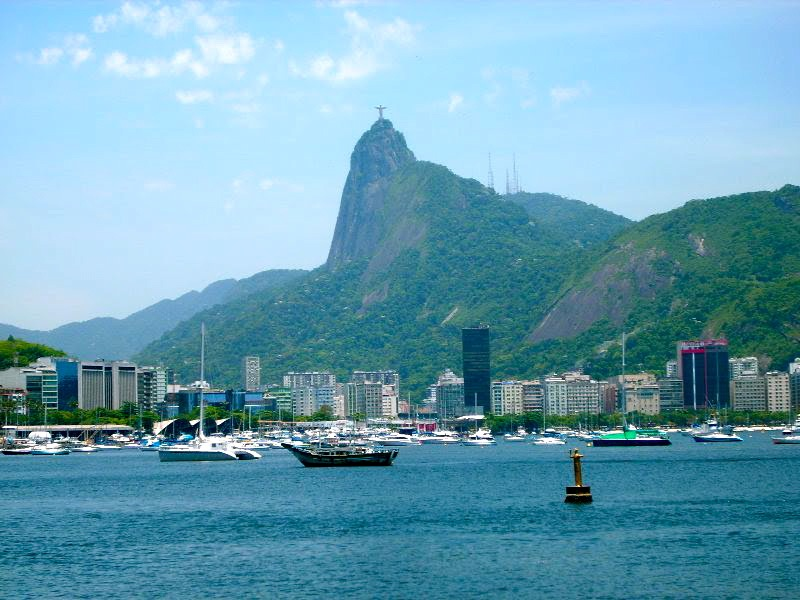
O Corcovado visto da Urca.

A colisão que formou o supercontinente Gondwana produziu uma enorme cadeia de montanhas que se estendia desde o estado do Espírito Santo, passando pelo Rio de Janeiro até o Paraná. O Corcovado e as montanhas ao seu redor são formados principalmente por rochas muito duras e antigas, chamadas de gnaisses; estas rochas, no Rio de Janeiro, se formaram há cerca de 570 milhões de anos. O Corcovado pode ser descrito, simplificadamente, como uma abóbada de formação rochosa de uma estrutura basicamente vertical.
O geólogo Alberto Lamego sugeriu, em 1936 que "As escarpas do Rio de Janeiro" resultaram da erosão ao longo de zonas fraturadas e trituradas dos gnaisses (que são planos de fraqueza da rocha), durante movimentações ocorridas desde há aproximadamente 130 milhões de anos. Esta foi a época em que o continente Gondwana se desuniu, criando vários continentes menores. Esta separação formou-se, aproximadamente, ao longo do contorno litorâneo entre o Brasil e a África até formar o Oceano Atlântico.

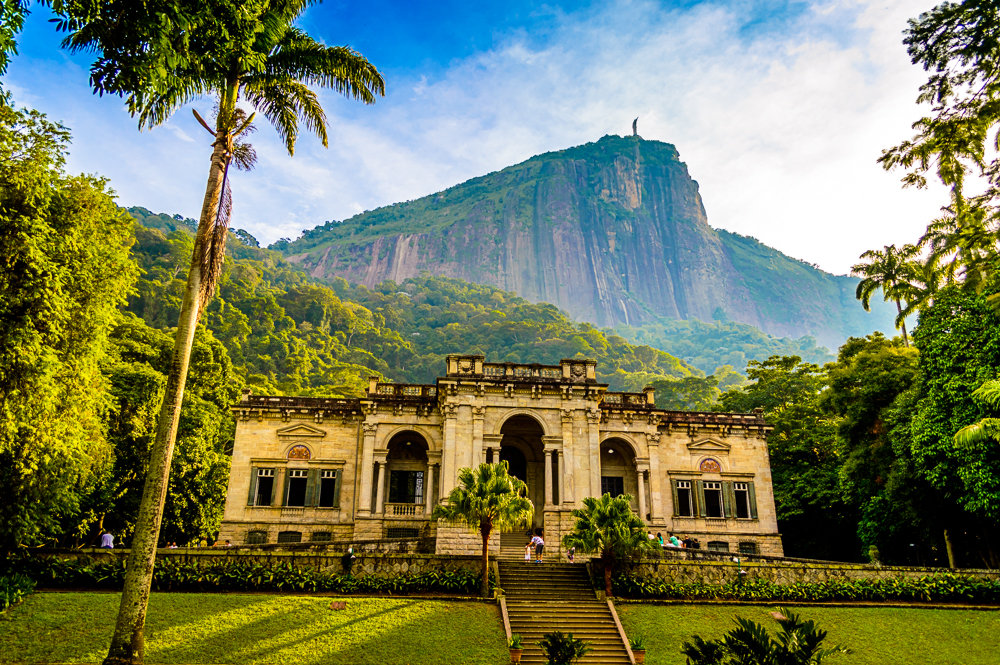
Corcovado visto do Parque Lage.

Os gnaisses do Rio de Janeiro são rochas formadas em profundidades maiores que 20 quilômetros, sob pressões de pelo menos 7 000 vezes a pressão atmosférica e a temperaturas acima de 600 graus Celsius. Lentamente, ao longo de centenas de milhões de anos, a erosão, isto é, o desgaste e a remoção de materiais, e os movimentos verticais da crosta terrestre trabalharam juntos para trazer estas rochas para a superfície, permitindo a sua observação direta.
Por ser uma rocha dura, difícil de ser desgastada pela chuva, vento etc., o Gnaisse Facoidal destaca-se como a parte mais alta do morro do Corcovado, assim como a maioria dos paredões rochosos da cidade do Rio de Janeiro. Este gnaisse foi, desde o século XVI, o preferido na construção de fortificações, monumentos e residências.

## Atrações

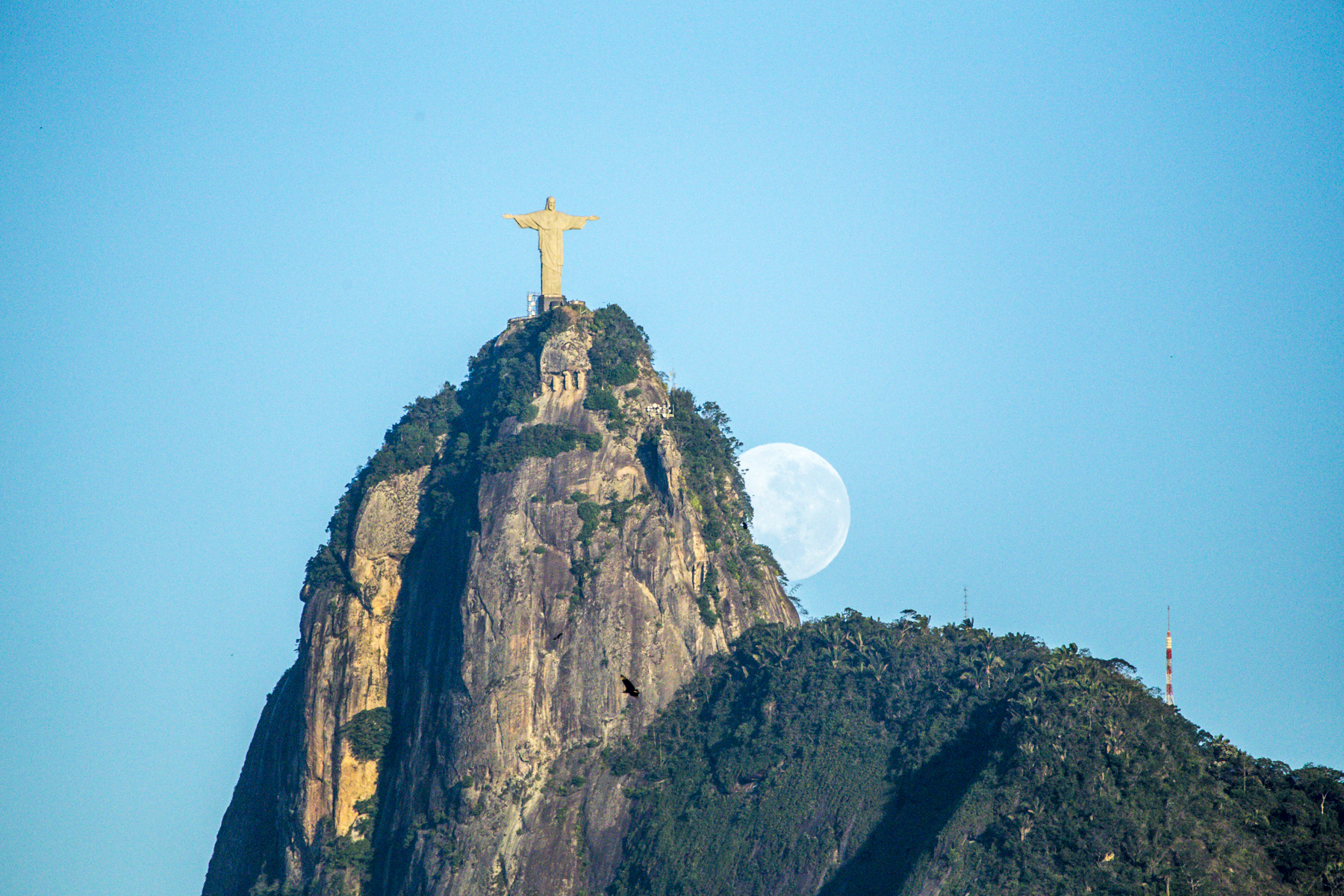
Cristo Redentor no topo do Morro do Corcovado.

Sem dúvida, a atração mais memorável do morro do Corcovado é a estátua do Cristo Redentor que o coroa e que atrai mais de 1 milhão visitantes brasileiros e do exterior ao ano. A estátua foi inaugurada em 12 de outubro de 1931. O topo do morro permite uma vista panorâmica do centro da cidade do Rio de Janeiro, do morro do Pão de Açúcar, da Lagoa Rodrigo de Freitas, da praia de Copacabana, da praia de Ipanema, do hipódromo da Gávea, da praia do Leblon, da enseada de Botafogo, do Aterro do Flamengo, do Maracanã e de vários bairros e favelas das zonas sul, norte e central da cidade. Recomenda-se que visitas ao pico do Corcovado sejam feitas em dias ensolarados para se evitar as nuvens que frequentemente impedem vistas claras e sem impedimentos.[carece de fontes?]
As seguintes pessoas famosas no mundo inteiro, dentre outras mais, já visitaram o cume do morro do Corcovado: Papa João Paulo II, Albert Einstein, Diana, Princesa de Gales, Michael Jackson e Barack Obama.[carece de fontes?]
Uma atração adicional do corcovado é a possibilidade de se praticar o esporte de escalada em rocha (rock climbing). A face sul do morro já possui 54 rotas definidas desde 1992.[carece de fontes?]

## Na cultura
Corcovado é o título de uma canção de Tom Jobim que faz referência morro do Corcovado. O Corcovado também já recebeu menções em várias outros trabalhos (i.e. em uma letra musical de Ben Harper, em obras literárias, cinematográficas etc.).